# Koninklijke Harmonie Sint-Cecilia Ruiselede
De Koninklijke Harmonie Sint Cecilia Ruiselede werd in 1884 opgericht als fanfare van de Jongelingenkring. In 1999 kreeg zij de titel 'Koninklijk' toegekend. De harmonie telt een dertigtal spelende leden en staat onder de leiding van Bart Swimberghe. 

## Historiek
De Fanfare van de Jongelingenkring werd opgericht in 1884 in de schoot van de Jongelingencongregatie als reactie op de schoolstrijd (1879-1884). De eerste dirigent van dit Congregatiemuziek was koster Frans Mille (1903). De muzikanten bestonden uit ontslagnemende leden van de toenmalige 'liberale' St.-Ceciliafanfare en nieuwe muzikanten of jongeren van het reeds bestaande congregatiezangkoor. De nieuw opgerichte fanfare nam onder andere in 1887 deel aan het festival te Brugge ter gelegenheid van de Breydel en De Coninckfeesten, waarbij het symbolische monument van beiden op de Grote Markt werd ingehuldigd. Door omstandigheden was er een periode van inactiviteit tussen 1906 en 1909, maar in 1910 was er reeds een heropleving van dit katholieke muziekkorps onder de leiding van Albert Lietaert. In 1928 werd de fanfare een bloeiende harmonie onder de leiding van dirigent Maurits De Soete uit Tielt. In 1937 telde deze harmonie een 35-tal spelende leden. In 1946 kwam de harmonie onder de leiding van Honoré De Schacht (+1987), die bijna 30 jaar dirigent was van het muziekkorps.
In 1964 werd een nieuwe vlag ingewijd met het wapenschild van de provincie West-Vlaanderen en dat van de gemeente Ruiselede. Op de vlag staat ook de afbeelding van twee koperblaasinstrumenten en de naam 'Ste Cecilia'. In de jaren 90, onder impuls van dirigent Baeckelandt werd de fanfare een bloeiende harmonie. Ook werd toen deelgenomen aan wedstrijden, georganiseerd voor Hafabra.  
In januari 2010 ontving de harmonie de plaatselijke cultuurtrofee 'De Gulden wiek'.
De harmonie telt sinds 2010 ook een jeugdharmonie 'Mambo' en sinds 2012 een drumband 'Staccato'.
De drumband staat onder leiding van Karl Godaert en telt inmiddels een 20tal slagwerkers. Zij nemen deel aan stapoptredens zowel binnen als buiten de gemeente.

## Opeenvolgende dirigenten
- Frans Mille (van 1884 tot 1903)
- Albert Lietaert
- Maurits De Soete
- Honoré De Schacht (van 1946 tot 1975)
- Muziekleraar Albert Rubens werd in 1975 dirigent van het muziekkorps.
- Julien Stofferis, beroepsmuzikant bij de Gidsen (trombone), was dirigent van 1978 tot 1991.
- Geert Baeckelandt, klarinettist, volgde Stofferis op tot 2007.
- Jürgen Blondeel, muzikant-trompettist, tijdelijk dirigent (2007-2008)
- Véronique Decoene (2008-2010)
- Johan Herman (2011-2014)
- Josquin Rousseeuw (2014-2015)
- Mieke Demeyer (2015-2016)
- huidige dirigent : Bart Swimberghe